# Roman Stopa

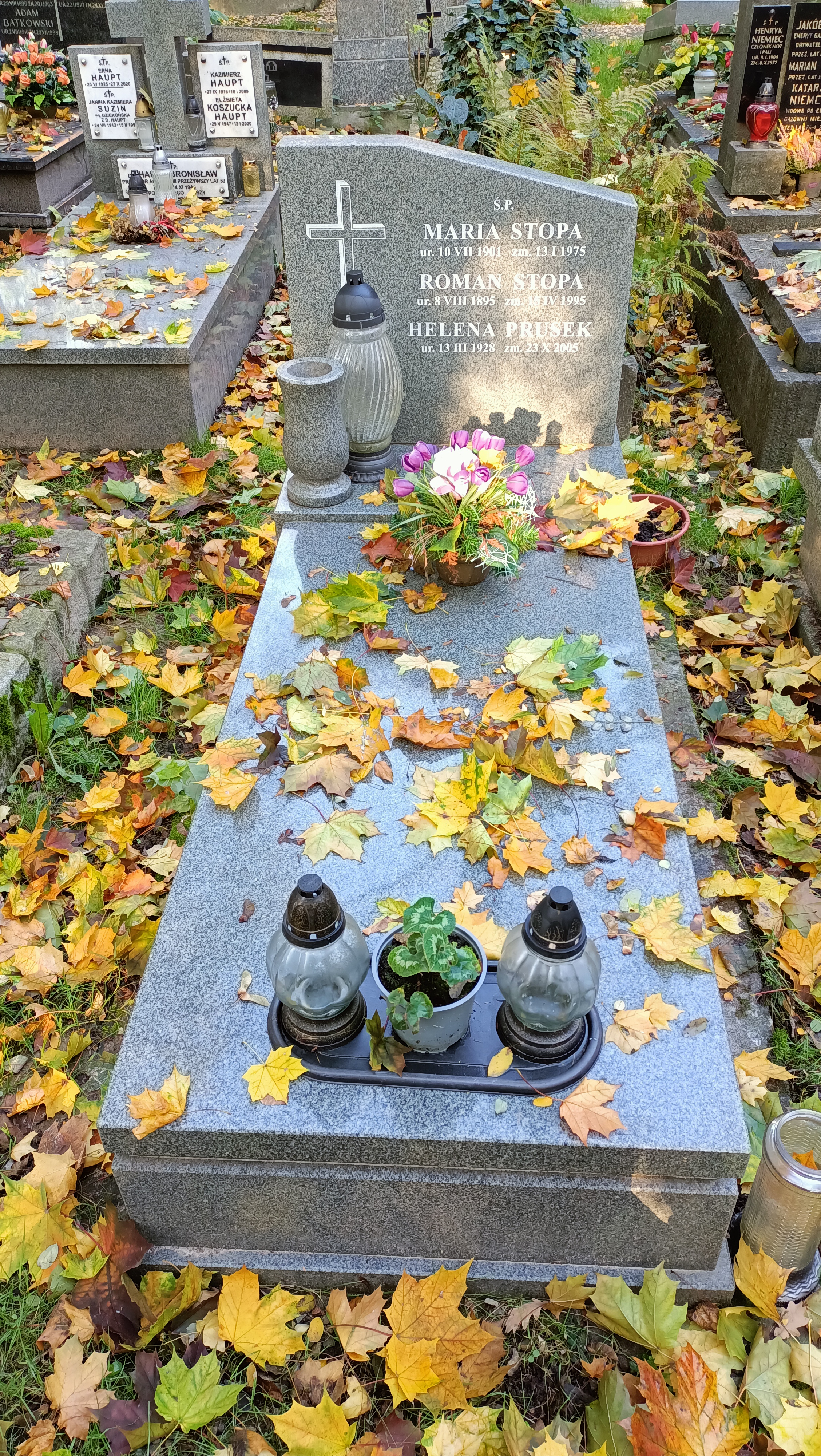
Grób na cmentarzu Rakowickim w Krakowie

Roman Stopa (ur. 8 lipca 1895 w Woli Batorskiej, zm. 15 kwietnia 1995 w Krakowie) – polski językoznawca, afrykanista, folklorysta.
Był uczniem językoznawcy prof. Jana Michała Rozwadowskiego, wybitnym polskim specjalistą w zakresie języków mlaskowych. W latach 1935–1936 prowadził badania językowe i folklorystyczne wśród Buszmenów i Hotentotów w Afryce Południowo-Zachodniej.
Był wykładowcą języków afrykańskich: suahili, hausa, ewe, hotentockich, buszmeńskich. Był również wykładowcą muzykologii porównawczej Afryki. Od 1962 był profesorem UJ. Pochowany na cmentarzu Rakowickim w Krakowie.
Był autorem wielu prac, m.in.:
- Teksty hotentockie (1936)
- Die Schnalze (1939)
- Hotentoci (Kraków 1949)
- Mały słownik suahilijsko-polski i polsko-suahilijski (1966 wspólnie z B. Garlickim)
- Structure of Bushman and its traces in Indo-European (1972)
- Spod chłopskiej strzechy na katedrę uniwersytetu – wspomnienia (wyd. 1: Kraków 1987; wyd. 2 [obszerniejsze]: Kraków 1995)
- Studies in African Languages (1993)